# Joy Carter
Joy E. Carter (* 26. Dezember 1955; gebürtig Rae) ist eine britische Geologin und Bildungsforscherin. Von 2006 bis März 2021 war sie die Vizekanzlerin der University of Winchester.

## Beruflicher Werdegang
Carter ist als Wissenschaftlerin in den Bereichen Umweltgeochemie und Gesundheitswesen tätig. Sie entwickelte insbesondere ein neues Modell für die wertorientierte Hochschulbildung und gilt als Verfechterin der Bedeutung und des Einflusses von Werten in der weltweiten Bildung. Sie nimmt aktiv an der öffentlichen Debatte um Auswege aus der Klimakrise teil. So unterzeichnete sie im Oktober 2018 einen offenen Brief, in dem der britischen Regierung ein Versagen im Klimaschutz vorgeworfen wird, die Extinction Rebellion, eine zu zivilem Ungehorsam in der Klimafrage aufrufenden Graswurzelbewegung, unterstützt wird und eine Dekarbonisierung der Wirtschaft gefordert wird. Sie ist zudem Mitunterzeichnerin eines im Dezember 2018 veröffentlichten offenen Briefes, in welchem der Politik ein Scheitern bei der Thematisierung der Krise vorgeworfen wird, dazu aufgerufen wird, sich Bewegungen wie Extinction Rebellion anzuschließen und zum Konsumverzicht aufgerufen wird.
Ab 2006 war sie die Vizekanzlerin der University of Winchester. Im Jahr 2018 wurde sie zum Commander of the British Empire (CBE) ernannt. Ende März 2021 ging sie nach 15 Jahren Amtszeit als Kanzlerin in den Ruhestand.

## Veröffentlichungen (Auswahl)
- Joy E. Carter, A. G. Stewart: Environmental geochemistry and health: an integrated future in medical and geochemical studies—the example of iodine. Journal of the Geological Society, 157(4), 2000. S. 835–836. doi:10.1144/jgs.157.4.835
- Karlijn I. E. Holthaus, Joy E. Carter u. a. The potential for estradiol and ethinylestradiol to sorb to suspended and bed sediments in some English rivers. Environmental Toxicology and Chemistry. 2002. 21(12). S. 2526–2535. doi:10.1002/etc.5620211202
- Andrew Parker, Joy E. Rae (1998). Environmental interactions of clays. Springer. ISBN 978-3540587385.